# Eduard Meßmer
Eduard Meßmer (* 1824; † 15. Oktober 1910 in Baden) war ein deutscher Unternehmer und gilt als Wegbereiter des deutschen Teehandels.

## Biografie
Meßmer war der Sohn des Baden-Badener Hoteliers Johann Friedrich Baptist Meßmer. Er eröffnete am 21. September 1852 in Baden-Baden ein Delikatessen- und Kolonialwarengeschäft, in dem er unter anderem verschiedene Teesorten anbot. Aus dem Laden entwickelte sich später das Teehandelsunternehmen Meßmer.
Im Jahre 1884 wurde Meßmer Hoflieferant von Wilhelm von Preußen. 1886 eröffnete er eine Filiale in Frankfurt am Main, die von seinem Sohn Otto Meßmer (1858–1940) geleitet wurde und bereits auf Tee spezialisiert war. 1895 meldete Meßmer die Bezeichnung „Thee Meßmer“ zum Warenzeichen an und erhielt so die erste deutsche Tee-Marke.